# Nina Kraviz
Pour les articles homonymes, voir Kravits.
Nina Kraviz (en russe : Нина Кравиц) est une disc jockey et productrice russe de musique électronique.

## Biographie
Nina Kraviz est née et a été élevée à Irkoutsk, en Sibérie. Elle suit des études d'odontologie d'abord dans sa ville natale puis à Moscou. Pendant ses études, elle commence à mixer. Avant d'être reconnue, elle est animatrice de radio à Irkoutsk puis rédactrice dans un fanzine. En 2005, elle est acceptée à la Red Bull Music Academy de Seattle, mais ne peut s'y rendre car elle n'obtient pas de visa. En 2008, elle se produit régulièrement dans un club moscovite.
Son premier album, Nina Kraviz, sort sur le label Rekids (en) en 2012, ce qui marque son début officiel. En mars 2013, Nina Kraviz apparaît dans la vidéo Between The Beats: Nina Kraviz qui montre du doigt la position de la femme au sein du monde de la musique électronique,.
À l'automne 2014, Nina Kraviz crée son propre label nommé « Трип » (translittération en cyrillique de l'anglais trip, voyage, ou désignant le voyage psychédélique (en)). La première sortie du label est alors une compilation produite sous la forme d'un double EP, avec des morceaux de différents artistes comme Nina Kraviz, Bjarki ou Exos. Fin 2014, le magazine britannique Fact nomme son titre Ghetto Kraviz dans le top 100 des meilleures chansons de la décennie.
En janvier 2015, Nina Kraviz réalise la compilation DJ-Kicks n°48. On y retrouve plusieurs de ses dernières compositions : Mystery, IMPRV, Prozimokamplene. Toujours en 2015, Nina Kraviz réalise un EP, intitulé De Niro is Concerned . Cette sortie est accompagnée d'un clip vidéo, Barcode Population, en collaboration avec le groupe du même nom. Le morceau est une réinterprétation du morceau The Mind Drum, sorti en 1995 chez Subvert Records, et le clip tire ses images de l'événement gabber de 1997 « Thunderdome - The Southern Edition », tenu en Belgique.
Le 15 octobre 2018, Nina Kraviz joue au premier étage de la Tour Eiffel pour Cercle. La même année, elle s'associe à Ray-Ban pour créer sa propre paire de lunettes de soleil.
Au début de l'invasion russe de l'Ukraine en février 2022, Nina Kraviz poste une vidéo d'elle-même écrivant "PEACE !" en russe sur sa page Instagram. Le World Socialist Web Site écrit que la DJ a été bannie de trois festivals de musique mondiaux parce qu'elle "n'a pas été suffisamment vocale pour s'opposer" à l'invasion russe de l'Ukraine. Nina Kraviz est en effet accusée de rester silencieuse à la suite de la guerre menée par Vladimir Poutine et contrairement notamment à l'artiste DJ Nastia et à la suite de ses positions ultérieures, un de ses sponsors, Serge Verschuur, via son Label commercial Clone Records, a décidé de rompre son partenariat commercial avec elle,, les artistes comme Buttechno et Dave Clarke critiquant également son silence et d'autres l'approuvant comme Rebekah ou Danny Tenagliaet répliquant récemment en expliquant son silence dû entre autres à la complexité du conflit en cours liant également son silence à la suite des lois récemment introduites par la Russie qui interdisent les manifestations anti-guerre, les slogans et le journalisme indépendant, ainsi que les menaces potentielles liées au fait d’être un dissident russe.

## Discographie

### Albums
- 2012 : Nina Kraviz (Rekids (en), 2012)
- 2013 : Mr Jones (2013)
- 2014 : The Deviant Octopus (Трип)
- 2015 : DJ-Kicks 48 (!K7)
- 2015 : De Niro is Concerned (Трип)

### Singles
- 2009 : Pain in the Ass (Rekids (en))
- 2010 : I'm Week (Rekids)
- 2011 : Ghetto Kraviz (Rekids)

## Ludographie
- 2020 : Cyberpunk 2077 : charcudoc Nina Kraviz[5]